# Roccasicura
Roccasicura är en ort och kommun i provinsen Isernia i regionen Molise i Italien. Kommunen hade 520 invånare (2018).